# Streitwagen

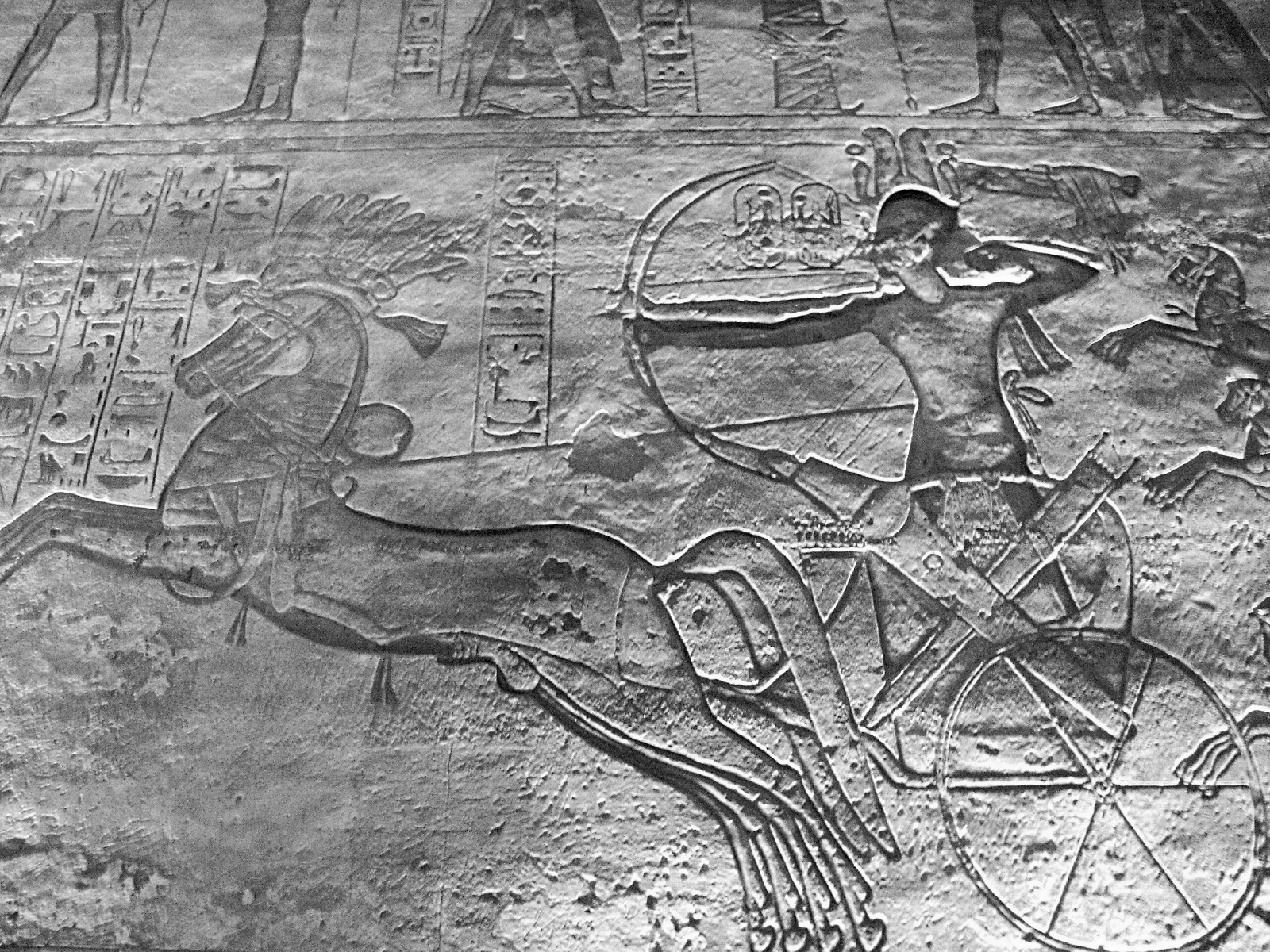
Darstellung Ramses’ II. auf einem Streitwagen, Relief im großen Tempel von Abu Simbel (ca. 1265 v. Chr.)

Ein Streitwagen war in der Bronzezeit und Antike ein mit Pferden bespanntes, meist einachsiges Militärfahrzeug. Es diente auch zu Repräsentations- und Wettkampfzwecken.

## Aufkommen und Vorgeschichte

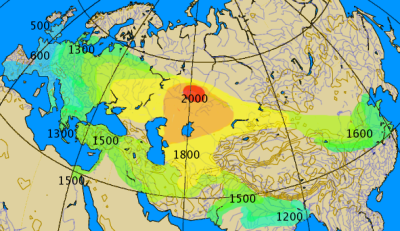
Verbreitung von Streitwagen zwischen 2000 und 500 v. Chr.

Die Kombination von Zugtier und Wagen wurde offenbar an mehreren Orten erfunden. So wurden von den Sumerern im 3. Jahrtausend v. Chr. schwere, von Ochsen oder Pferden gezogene zwei- oder vierrädrige Wagen mit Scheibenrädern zu Transportzwecken eingesetzt. Die ersten sumerischen Streitwagen waren vierachsig und wurden von Kungas, einer heute ausgestorbenen Hybridzüchtung von Haus- und Wildesel, gezogen.
Lange Zeit blieb umstritten, ob die Streitwagen in den eurasischen Steppen durch die Pferde züchtenden Sprecher der noch ungeteilten indoeuropäischen Grundsprache entstand oder in den Palastwirtschaften des ostmediterranen Raums, die vermutlich importierte Technologien nutzten, aber sie zu einem Wagen-Pferd-Komplex neu kombinierten. Um 1920/30 zielten die Vermutungen der Wissenschaftler zur Herkunft des Streitwagens auf die Berglandschaften Anatoliens und Armeniens ab. Franz Hančar zeigte in den 1950er Jahren, dass der von Pferden gezogene Streitwagen im Alten Orient bereits vor Mitte des 2. Jahrtausends v. Chr. verwendet wurde, also nicht erst von Indoiranern bei der Eroberung neuer Siedlungsgebiete dorthin gebracht wurde.
Aufgrund neuer Funde und mit Hilfe der Radiokarbonmethode verschob sich seit den 1970er Jahren das Interesse auf ein Gebiet des südlichen Russlands und Kasachstans, welches sich dann ins östliche Europa ausgebreitet haben muss. Im Südural war der zur präzisen Lenkung von Pferden notwendige Trensenknebel mindestens seit 2000 v. Chr. bekannt.

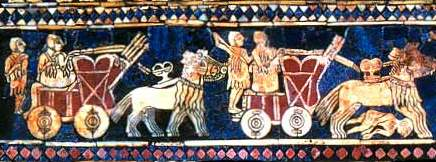
Sumerische, vierrädrige Pferdegespanne auf der Standarte von Ur (2850 bis 2350 v. Chr.)

Als Erfinder des Streitwagens gelten heute die Träger der Sintaschta-Kultur (auch Sintaschta-Petrowka-Kultur oder Sintaschta-Arkaim-Kultur) in den Steppen, wo zuvor auch der vierrädrige Wagen einen seiner Ursprünge hatte. Er blieb in der Steppe aber nur kurz in Nutzung, denn bald wurden berittene Krieger eingesetzt. Wegen der geringen Spurbreite dieser Funde (ab 1,12 Meter) bestehen allerdings Zweifel an seiner Manövrierfähigkeit und Kampftauglichkeit. Ab dem 2. Jahrtausend v. Chr. wurden zweirädrige Streitwagen mit Speichenrädern genutzt. Sie waren bis etwa zum 5. Jahrhundert v. Chr. allgemein verbreitet. Britannier, Perser und Inder nutzten ihn mindestens bis in die Zeit um Christi Geburt, die Perser verwendeten auch Sichelstreitwagen, welche mit Klingen an den Achsen ausgestattet waren. Im Mittelalter wurden schwere Karren, die zur Deckung von Schützen dienten, gelegentlich auch als Streitwagen bezeichnet.
Der Streitwagen diente im Altertum vielleicht eher als Statussymbol von Herrschern als zu Kampfzwecken. Burmeister und Raulwing sprechen wegen der praktischen Mängel der archäologisch bezeugten frühen Exemplare von einer „Prestigetechnologie“ als Medium der Präsentation und Distinktion einer Kriegerkaste. Die antiken Wagenrennen wurden mit vierspännigen Fahrzeugen ausgetragen, während militärisch genutzte Fahrzeuge meist Zweigespanne waren. Auf zahlreichen Vasenmalereien, Tontafeln oder Schmuckstücken taucht wiederkehrend das Motiv des Streitwagens auf. Abbildungen können sowohl real als auch übernatürlich dargestellt werden.
Der Streitwagen des 2. Jahrtausends v. Chr. war wesentlich leichter als die späteren antiken Fahrzeuge. Ihre Bauart war zunächst sehr einfach und bestand aus zwei Rädern und einem einfachen Steg zur Befestigung am Pferd. Das Speichenrad löste das schwerere Scheibenrad ab und wurde ebenfalls im zweiten Jahrtausend auf einem Streitwagen, Relief im großen Tempel von Abu Simbel (ca. 1265 v. Chr.) verwendet. Da anfänglich noch keine Mundstücke für Zugtiere verwendet wurden, wurde eine Art Halfterung eingeführt, da die zuvor benutzten Nasenringe und die eigens für Ochsen und andere Zugtiere verwendeten Trageriemen zu schwer für das Pferd waren. Später kam ein „Jochsattel“ hinzu, welcher extra an die Statur des Pferdes angepasst war und auf dem Nacken des Tieres auflag. Zudem wurde auch ein Bauchgurt eingeführt, welcher ebenfalls wie die neue Halfterung zur Entlastung des zu tragendem Gewichts dienen sollte.
Die Zahl der Streitwagen in der frühen Bronzezeit war insgesamt gering, allerdings wurden allein in Knossos „120 mit Rädern, 41 ohne Räder, 237 ohne nähere Bezeichnung“ verzeichnet – also rund 400 Streitwagen. Daher muss sich der Streitwagen zu einem sehr präsenten Objekt in der späteren Bronzezeit entwickelt haben.

## Verortung des Streitwagens

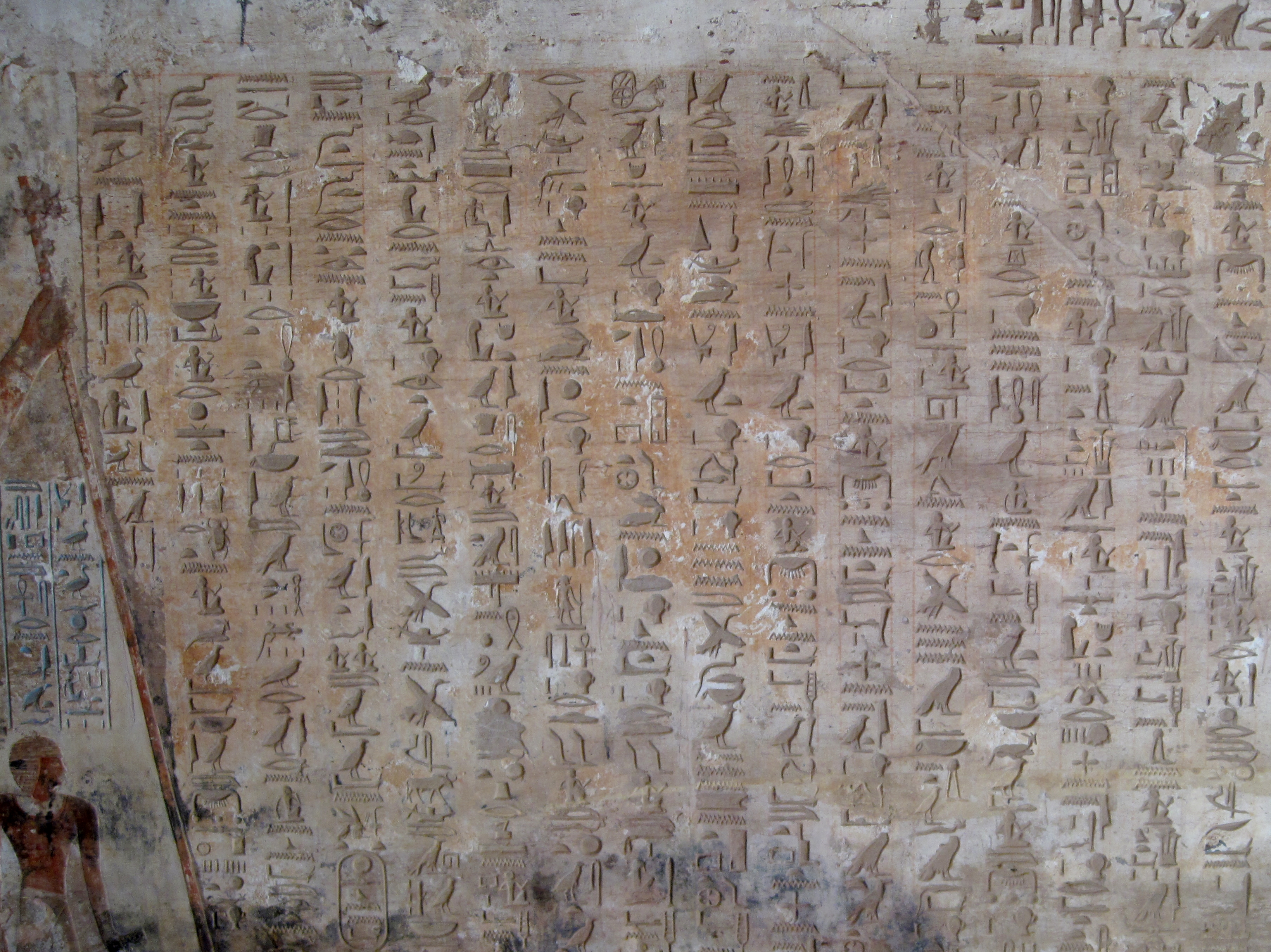
Eine der ersten schriftlichen Erwähnungen des Streitwagens in Ägypten beim Kampf gegen die Hyksos
(Grab des Ahmose in el-Kab)

Die vierrädrigen sumerischen Wagen werden noch nicht als Streitwagen angesehen. Die älteste Abbildung eines Streitwagens findet sich auf der Geierstele um 2.500 v. Chr. (siehe Lagaš-Umma-Krieg). Spätere Nutzer des Streitwagens waren in Mesopotamien die Mitanni, von denen ihn Hethiter und Assyrer übernahmen. Durch die Hyksos kam der Streitwagen nach Ägypten (1648–1550 v. Chr.) Zwischen Hethitern und Ägyptern kam es 1274 v. Chr. in der Schlacht bei Kadesch zum bekanntesten Einsatz von Streitwagen. Das Alte Testament erwähnt mehrfach den Einsatz von Streitwagen, zum Teil ausdrücklich als »eiserne Wagen«. Ebenso finden sie Erwähnung im Rigveda, was ihre Existenz zu dessen Entstehungszeit in der Mitte des 2. Jahrtausends v. Chr. in Indien belegt. Archäologische Nachweise finden sich dort erst für das sechste Jahrhundert v. Chr., was durch die klimatisch bestimmten schlechten Erhaltungsbedingungen zu erklären ist. Auch in China tauchen Streitwagen zu ähnlicher Zeit auf. Das älteste Streitwagengrab (nicht Wagengrab) datiert von 1200 v. Chr., zur Zeit der Shang-Dynastie. Es gibt jedoch Hinweise, dass bereits in der Zeit der Xia, die um 1600 v. Chr. endete, Streitwagen genutzt wurden.
In Westasien bzw. Europa übernahmen um die Mitte des ersten Jahrtausends v. Chr. Perser und Kelten den Streitwagen und nutzten ihn längere Zeit. Die antiken Perser waren gefürchtet für ihre mit scharfen Klingen an den Rädern versehenen Sensenstreitwagen oder Sichelwagen. Die disziplinierte Infanterie der Armee Alexanders des Großen hatte jedoch wirksame Strategien gegen die Sensenstreitwagen, so dass diese 331 v. Chr. in der Schlacht von Gaugamela wirkungslos waren. Danach kamen im Heer des pontischen Königs Mithridates VI. noch vermutlich sensenbestückte Streitwagen zum Einsatz. In Europa nutzten die Kelten intensiv und mit als letzte den als essedum bezeichneten Streitwagen im Kampf. Der letzte bekannte kriegerische Einsatz von Streitwagen fand 83/84 n. Chr. in der Schlacht am Mons Graupius auf keltischer Seite statt.

## Anspannung
Im römischen Reich wurde ein mit zwei Pferden bespannter Streitwagen Biga, einer mit drei Pferden Triga genannt. Ein Viergespann wird Quadriga genannt. Der Fahrer einer Biga heißt Bigarius. Trainiert wurde im Trigarium. Die allgemeine Bezeichnung für einen Streitwagenfahrer ist Auriga. Das besondere an der Streitwagen-Anspannung ist, dass die Pferde nebeneinander gehen und nicht hintereinander.

## Die Wagenarten der mykenischen Kultur
In der Entwicklung des Streitwagens kam es zu unterschiedlichen Wagenarten, welche nur in einem gewissen Zeitraum auftraten. Somit bildet der „dual chariot“ (Doppelwagen) mit einer Dauer von 250 Jahren den am längsten verwendeten Streitwagentyp.

### Box chariot (1550–1450 v. Chr.)
Die Abbildung eines „box chariots“ wurde auf einem Ring in Mykene aus der zweiten Hälfte des 16. Jahrhunderts v. Chr. gefunden. Der Wagen bestand aus einem festen Körper und besaß einen rechteckigen Umriss. Die Räder besaßen vier Speichen und der Wagen war für ein bis zwei Personen ausgelegt. Die Seitenstücke dieses Wagens waren ca. hüfthoch und die Reling lag horizontal und meist an den Seiten abgeschrägt auf. Die Seitenstücke waren meist mit verschiedenen Flechtmustern versehen: speziell in diesem Fall waren es Kreuzmuster. Der Fußboden hatte die Form des Großbuchstaben „D“, welche sich auch in späteren Wagenarten durchsetzte.

### Quadrant chariot (1450–1375 v. Chr.)
Der „quadrant chariot“ wurde auf Abbildungen eines Siegelstempels aus Knossos aus der Zeit um 1400 v. Chr. gefunden. Er zeigt eher einen runden Körper auf, wie ein „quadrant of a circle“ – ein Viertel eines Kreises. Auch dieser Wagen besitzt hüfthohe Seitenstücke und vierspeichige Räder. Zudem ist dieser Wagentyp sehr leicht und besteht aus durch Wärme gekrümmtem Holz und Rohleder. Die Maße der Plattform werden auf einen halben Meter Länge und einen Meter Breite geschätzt, so dass zwei Männer in diesem Wagen stehen konnten. Die typische „D-Form“ des Bodens wurde hier vom „box chariot“ übernommen. Die Seitenteile des Wagens konnten entweder komplett frei, geschlossen oder Ausschneidungen besitzen. Hierbei wurden keine aufwendigen Flechtmuster verwendet.

### Dual chariot (Doppelwagen, 1450–1200 v. Chr.)
Der dritte Wagentyp des „dual chariots“ fand man auf Wandmalereien in Knossos, die um 1375 v. Chr. datiert werden. Der „dual chariot“ besaß wieder eine rechteckige Form, jedoch mit abgerundeten Seitenteilen, welche am Frontstück, der Reling, befestigt sind. Zuvor hatten nur zwei Mitfahrer im Streitwagen Platz gefunden. In diesem Wagentyp jedoch kommt es vereinzelt auch zu Abbildungen, auf denen eine dritte Person zu sehen ist. Folglich sollte diese Wagenart eine größere Stehfläche haben, wobei auch hier die typische „D-Form“ übernommen wurde. Die Besonderheit dieses Wagens war ein neuer Achsenantrieb, der nun dreiachsig mit Wagen und Fußteil verbunden war. Auch bei den Materialien dieser Wagenart wurde am Holz gespart und mehr Leder verwendet, um diesen Wagen noch leichter werden zu lassen.

### Rail chariot (Bügelwagen, 1250–1150 v. Chr.)
Den letzten Wagentyp des „rail chariots“ hat man unter anderem auf einer Vase aus Mykene aus der zweiten Hälfte des 13. Jahrhunderts v. Chr. gefunden. Seine Besonderheit ist, dass sein Körper nur aus einem Geländer besteht und die Front- und Seitenteile komplett frei gelassen wurden. Dieser Wagentyp zählt somit zu den sicherlich leichtesten seiner Art. Allerdings sind am wenigsten Informationen über diese Art vorhanden, außer dass auch dieser Typ ein vierspeichiges Rad besitzt und ein bis zwei Personen befördern kann. Bei diesem Wagentyp war die Mitnahme von Waffen jedoch unwahrscheinlicher, da sie an den Seiten leichter hinausfallen konnten.

## Militärischer Nutzen und Prestigeobjekt
Anfangs waren Streitwagen Truppentransporter, um Krieger in guter physischer Verfassung zum Kampfplatz zu bringen. Später wurden beweglichere Wagen entwickelt, die mit Speerkämpfern und Bogenschützen aktiv in das Kampfgeschehen eingriffen. Die taktische Rolle von Streitwagen war ab diesem Zeitpunkt ähnlich der von Schützenpanzern in moderner Zeit.
Streitwagen konnten allerdings nur auf relativ ebenem Gelände eingesetzt werden. Später wurden sie von der flexibleren und billigeren Reiterei abgelöst.
Manche Streitwagen waren für den Fernkampf vorgesehen, aufgesessene Bogenschützen nahmen aus sicherer Entfernung die feindlichen Verbände unter Beschuss, und ehe die gegnerischen Truppen zu nahe kamen, zog sich der Wagen in sichere Entfernung zurück. Neben dieser Zermürbungstaktik gab es auch den Einsatz im Nahkampf, dafür wurden schwerere, von mehreren Pferden gezogene Wagen gebaut, Rahmen und Radnaben waren mit Klingen versehen. Durch die Sicheln an den Achsen und die zwei bis vier Pferde war ein massiver Einschlag in feindliche Linien zwar möglich, Pferde rennen allerdings nur selten in geschlossene Gefechtsformationen hinein. Der psychologische Nutzen – die Angst der Fußsoldaten vor einem heranpreschenden Streitwagen – war ebenfalls nicht zu unterschätzen. Ähnlich wie die gewöhnliche Kavallerie hatte der Streitwagen also die Fähigkeit, offene Soldatenformationen einfach zu überrennen. Auch Reiter hatten sich vor Streitwagen zu hüten, denn die Sicheln waren für ungeschützte Pferdebeine ebenfalls eine große Gefahr. Zu dieser Kampfkraft kamen dann auch noch Fernwaffen und Lanzen, die von dem Streitwagen aus benutzt wurden. Vom Streitwagen aus wurde mit Bögen sowie mit Wurfspeeren gekämpft; zum Nahkampf mit Schwertern und anderen Waffen sprang man ab. Bei Gefahr kehrte der Wagenlenker zurück, so dass der Kämpfer wieder aufspringen konnte. Der Streitwagenkämpfer war meist adlig, da im Altertum Waffen und Gerät vom Kämpfer selbst zu stellen waren – ein Wagen samt Pferden war sehr teuer. In der Ilias werden Streitwagenkämpfer beschrieben. Der Wagenlenker kämpfte meist nicht selber.
In einem Streitwagen konnten bis zu drei Insassen mitfahren. Oftmals stand vorne der Fahrer, der von einem zweiten Mann durch einen Schild geschützt wurde, da der Streitwagen nach hinten keinerlei Deckung aufwies. Idealerweise fuhr eine dritte Person, die eine Kampfwaffe besitzt, zum Angreifen mit. Die Ausrüstung bestand meist aus Peitsche, Schild und Bogen. Der Fahrer hatte zudem eine Lanze oder ein Schwert bei sich. Die Uniform bestand meist nur aus Helm und Brustpanzer, der lediglich aus Leder gefertigt war, möglicherweise, um Gewicht zu sparen. Die Streitwagenfahrer gehörten der Oberschicht der Bevölkerung an, da Erwerb und Unterhalt eines Streitwagengespanns mit erheblichen Kosten verbunden waren. Aus dem gleichen Grund konnten auch nur wohlhabende Regionen eine bedeutende Aufrüstung an Streitwagen unterstützen. Ein Streitwagenfahrer benötigte eine umfassende Ausbildung, um den Wagen richtig zu lenken und das Gleichgewicht optimal zu verteilen, und auch die anderen Insassen des Streitwagens mussten Verteidigungsmanöver und Kampftaktiken langwierig erlernen.
Streitwagen wurden wohl auch als reines Prestigeobjekt von Königen und höheren Offizieren genutzt. Für diese Theorie sprechen die verschiedenen Verzierungen in Form von Flechtarbeiten am Körper des Streitwagens selbst und das Verzieren der Speichen und Räder. In dieser Hinsicht war der Streitwagen in erster Linie ein Aufsehen erregendes Objekt und ermöglichte Königen und Offizieren, sich optisch höhergestellt und standesgemäß fortzubewegen. Auch tauchen Formulierungen wie „Freizeitbeschäftigung“ und Erwähnungen als reines Transportmittel in alten Inschriften auf.
Zudem kam neben dem militärischen und elitären Nutzen auch der Jagd mit dem Streitwagen eine Bedeutung zu. Es gibt bereits aus dem 18.–17. Jahrhundert v. Chr. Abbildungen eines syrischen Zylinders, auf dem Fahrer, welche die Zügel um die Hüfte gebunden haben, mit Bogen zu sehen sind. Allerdings wäre diese Methode bei schneller Fahrt riskant gewesen, da der Fahrer fast keine Kontrolle mehr über den Wagen hatte, weshalb der Streitwagen als reiner Fuhr- und Jagdwagen genutzt worden sein muss.

## Hethitische Streitwagen

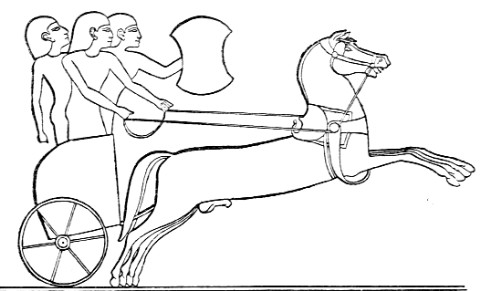
Hethitischer Streitwagen

Die hethitischen Streitwagen – zu ihrer Zeit vielleicht die stärkste Waffe der Welt – wurden zuerst mit zwei, später mit drei Mann besetzt: Anfangs gab es einen Bogenschützen und einen Wagenlenker, der beide mit einem Schild beschützte, später kam ein dritter Krieger hinzu, der den Schild übernahm und für den Nahkampf ausgerüstet war.
Ein großer Vorteil der hethitischen und ägyptischen Streitwagen, die von zwei Hengsten gezogen wurden, war ihre leichte Bauweise: Der Aufbau bestand aus einem mit Leder und Gurten bespannten Holzrahmen, an der Achse drehten sich zwei Räder mit sechs Speichen; nur die stark beanspruchten Radkränze waren massiver. Dies sorgte dafür, dass ein einziger Mann ein solches Gefährt tragen konnte: Ein erhaltener ägyptischer Wagen, den man in Florenz besichtigen kann, wiegt nur 24 Kilogramm (zum Vergleich: ein moderner Leichtmetall-Sulky darf 30 Kilogramm nicht überschreiten).
Anders als etwa die Perser nutzten die Hethiter Streitwagen vorwiegend als Fernkampfwaffen, von denen aus man den Gegner beschießen und sich dann schnell zurückziehen konnte. Ihre Besatzung stellte auch keine elitäre Kaste dar wie bei vielen Nachbarvölkern (etwa in Mitanni). Es kam sogar vor, dass eroberte Gespanne samt Fahrern in die eigene Armee eingegliedert wurden. Die Hethiter waren äußerst abhängig von ihrer stärksten Waffe: Ein König weigerte sich gar, Gegner in unwegsames Gebiet zu verfolgen, und hungerte sie lieber aus – was beträchtlich länger dauerte –, denn seine Krieger könnten schließlich nicht die Wagen auf den Rücken tragen – ein Kampf ohne Streitwagen schien ihm gar nicht möglich zu sein.
Eine hethitische Inschrift ist es auch, die Streitwagen erstmals erwähnt: Großkönig Anitta zog mit 40 von diesen in die Schlacht. In der Schlacht von Kadesch kommen nach ägyptischen Quellen volle 3500 zum Einsatz – 7000 Pferde und 10500 Mann Besatzung.

## Mesopotamien und Nachbarländer
Auf akkadisch hieß der Wagen narkabtu oder mugerru, der Wagenfahrer rākib narkabti. Gewöhnlich wird angenommen, dass zweirädrige Streitwagen in größerem Umfang ab ca. 1600 v. Chr. eingesetzt wurden. Zuerst wurden Streitwagen mit sechs Speichen gebaut, seit Tiglat-pileser III. achtspeichige.
Im Jahr 839 konnte Assyrien 2002 Streitwagen aufstellen.
Die Zugehörigkeit der oft sehr ähnlichen Wagen konnte durch die Deichselzier herausgestellt werden. Neuassyrische Streitwagen hatten meist einen fächerförmigen Aufsatz, dieser ist jedoch auch aus aramäischen Stadtstaaten wie Samʼal überliefert. Die Deichselzier der Urartäer bestand dagegen aus einer „Scheibe mit 5 hochstehenden Zungen“, diese ist sowohl im Original (mit Besitzinschrift von Išpuini) als auch als Abbildung seit Argišti I. überliefert.

## Ägäis
In der Ägäis ist der Streitwagen ebenfalls ab ca. 1600 nachzuweisen (Schachtgräber). Nach Drews ist die mit dem Streitwagen verbundene Terminologie indogermanisch.
In der Ilias werden Streitwagen vielerorts erwähnt; nach neuesten Forschungen stellt die im Epos dargestellte Gefechtstechnik der Streitwagen das Endstadium des Streitwageneinsatzes im Kampf dar. Er kann nicht mehr im Angriff in geschlossenen Verbänden eingesetzt werden, findet aber in Phasen hochbeweglicher Kampfführung noch ein eingeschränktes Einsatzspektrum, das auffallende Parallelen zur Gefechtstechnik und Taktik heutiger Kampffahrzeuge aufweist. Im Lelantinischen Krieg wurde der Streitwagen bereits durch die Kavallerie im Kampfeinsatz verdrängt. Der Streitwagen wurde also in der Ägäis von der mykenischen Epoche bis in die Mitte des 8. Jahrhunderts v. Chr. als Kampffahrzeug eingesetzt.

## Mythologie
In der Mythologie verschiedener Völker spielen Streitwagen indirekt eine Rolle. So werden in Indien die alten vedischen Götter wie der Sonnengott Surya oder der Windgott Vayu ebenso wie Krishna auf Rathas (Sanskrit für „Wagen“) dargestellt. In der griechischen Mythologie fährt der Sonnengott Helios auf einem Streitwagen über das Himmelsgewölbe, während in der nordischen Mythologie diese Aufgabe der Göttin Sol zufällt.
Obwohl ein archäologischer Nachweis für die Verwendung von Streitwagen in Irland nicht existiert, kommen in den mythischen Heldengedichten der Insel die Kämpfer fast immer als Streitwagenfahrer vor. Die Erzählung Aided Chon Culainn („Der Tod Cú Chulainns“) berichtet von dessen Wagenlenker Loeg mac Riangabra und den Rössern Liath Macha und Dub Sainglenn. Für Wales sind durch die Funde von Llyn Cerrig Bach auf Anglesey Streitwagen archäologisch bestätigt. Im Werk „Kelten - Bilder ihrer Kultur“ werden der rekonstruierte Wagen von Llyn Cerrig Bach sowie Zeichnungen von Streitwageneinsätzen gezeigt.